# دينا رحمان
دينا عبد الرحمن (مواليد 23 فبراير 1983) هي مدربة كرة قدم ولاعبة خط وسط. مثلت منتخب إنجلترا للسيدات تحت 19 سنة ومنتخب البحرين للسيدات. وعلى مستوى النادي كانت لاعبة محترفة في صفوف فولهام.

## مسيرتها الكروية
بدأت رحمن لعب كرة القدم مع فولهام في سن السابعة، في البداية باعتبارها الفتاة الوحيدة في نظام الشباب للبنين في النادي. وعندما أعيد تأسيس قسم السيدات والفتيات بعد فترة وجيزة، انتقلت إلى فرق الشباب النسائية.
بعد موسم واحد مع أكاديمية أرسنال على مستوى تحت 14 عامًا، عاد رحمن إلى فولهام وانضم إلى تشكيلة الفريق الأول. في عام 2000، عندما أصبح فولهام أول نادي كرة قدم نسائي محترف بدوام كامل في أوروبا، كانت رحمن واحدة من ست لاعبات موجودات تم الاحتفاظ بهن.
سجلت هدفًا في فوز فريقه 7–1 على برمنغهام سيتي في نهائي كأس الدوري الإنجليزي الممتاز للسيدات 2001–02. تعاقد فولهام مع عدد من اللاعبين الأقوياء وذوي الخبرة، وهو ما يعني أن رحمن لم يكن دائمًا الخيار الأول. ظلت مع النادي بعد أن فقدوا وضعهم الاحترافي في عام 2003، لكنها تعرضت لإصابة في الكاحل ثم تم حل النادي تمامًا في عام 2006.
انتقلت رحمن إلى مصر بناءً على اقتراح والدها ولعبت لصالح وادي دجلة لمدة عام واحد، قبل أن تتعرض لإصابة في الرباط الصليبي الأمامي وتعود إلى إنجلترا للعلاج.

## مسيرتها الدولية
عندما كانت دينا تبلغ من العمر 15 عامًا، تم استدعاؤها إلى منتخب إنجلترا لكرة القدم للسيدات تحت 18 سنة. شاركت لأول مرة ضد هولندا في عام 1998 واستمرت في الفوز بـ18 مباراة دولية، ولعبت في نسختين من بطولة أوروبا للسيدات تحت 19 عامًا.
في عام 2011، وافقت رحمن على تحويل أهليتها الدولية إلى منتخب البحرين لكرة القدم للسيدات. وكانت قد تدربت مع الفريق لاستعادة لياقتها البدنية بعد انتقالها إلى البلاد في العام السابق. تم استدعاؤها لبطولة اتحاد غرب آسيا للسيدات في عام 2011.
بحلول مايو 2017، سجل رحمن 23 هدفًا في 40 مباراة مع البحرين.

## الأهداف الدولية
| #  | التاريخ       | المكان                                                | الخصم                    | الهدف | النتيجة | المسابقة                                     |
| -- | ------------- | ----------------------------------------------------- | ------------------------ | ----- | ------- | -------------------------------------------- |
| 1. | 3 أكتوبر 2011 | استاد زايد بن سلطان، أبوظبي، الإمارات العربية المتحدة | العراق                   | 9–0   | 12–0    | بطولة اتحاد غرب آسيا لكرة القدم للسيدات 2011 |
| 2. | 26 مايو 2013  | استاد البحرين الوطني، الرفاع، البحرين                 | قرغيزستان                | 1–0   | 4–1     | تصفيات كأس آسيا للسيدات 2014                 |
| 3. | 26 مايو 2013  | استاد البحرين الوطني، الرفاع، البحرين                 |                          | 3–1   | 4–1     | تصفيات كأس آسيا للسيدات 2014                 |
| 4. | 7 أبريل 2017  | ملعب بامير، دوشانبي، طاجيكستان                        | الإمارات العربية المتحدة | 1–1   | 1–1     | تصفيات كأس آسيا للسيدات 2018                 |
| 5. | 12 أبريل 2017 | ملعب بامير، دوشانبي، طاجيكستان                        | العراق                   | 1–0   | 4–0     | تصفيات كأس آسيا للسيدات 2018                 |

## حة
وُلِد رحمن في فولهام لأب مصري، ماهر، وأم إنجليزية، داون. كانت من بين أوائل الأعضاء الإناث في رابطة لاعبي كرة القدم المحترفين (PFA) ودرست درجة في العلوم الرياضية بمساعدتهم.
في عام 2012 تزوج رحمن من بول شيبرايت. لقد قاموا بإدارة شركة تدريب كرة القدم، أكاديمية تيكرز، في البحرين منذ عام 2015. حصلت رحمن على خمسة أرقام قياسية عالمية في موسوعة غينيس نتيجة لعملها الخيري.

## الإنجازات
فولهام
- الدوري الإنجليزي الممتاز للسيدات – القسم الوطني : 2002–03
- الدوري الإنجليزي الممتاز للسيدات القسم الجنوبي : 2001–02
- دوري كرة القدم للسيدات في جنوب شرق إنجلترا : 2000–01
- كأس الاتحاد الإنجليزي للسيدات: 2001–02، 2002–03
- كأس الدوري الإنجليزي الممتاز للسيدات: 2001–02، 2002–03

## وصلات خارجية
- دينا عبد الرحمن على موقع Soccerway.com (الإنجليزية)
- الملف الشخصي في نادي فولهام
- دينا رحمان  على سكروي